# セルゲイ・フルシチョフ
セルゲイ・ニキーティチ・フルシチョフ（ロシア語: Серrей Никитич Хрущёв, ラテン文字転写: Sergei Nikitich Khrushchev / Sergei Nikititsch Chruschtschow、1935年7月2日 - 2020年6月18日）は、ソビエト連邦モスクワ出身の技術者、歴史学者。ウクライナ科学アカデミーやモスクワ工科大学などで学び、ソビエト連邦連時代はミサイル誘導システムや潜水艦搭載巡航ミサイルの技術開発などに携わった。1991年にアメリカ合衆国に移住しやがて市民権を得ると、多くの大学や研究機関などで公演を行った。著書も多いほか、アメリカ合衆国海軍大学校に常勤教授を委嘱される。
ライナー・ヒルデブラント記念人権国際章（2004年創設）の審査員を務めた。

## 経歴
セルゲイ・ニキーティチ・フルシチョフは1935年、ソビエト連邦（当時）のモスクワ出身。父ニキータ・フルシチョフ、母ニーナ・ペトロブナ・フルシチョワの長男で父はソビエト連邦共産党第一書記であった。
工学の複数の学位を取得し優秀な成績でモスクワ電力工学大学から理学修士号を授かると、博士号（英語）（バウマン記念モスクワ国立工科大学）、Ph.D.（ウクライナ国立学士院）を受けた。

### 技術者
旧ソビエト連邦時代に、フルシチョフはさまざまな高位の工学職についている。制御コンピュータ研究所につとめると工学者として働き（1958年–1968年）、1968年–1991年の期間に課長職から研究担当の第一副部門長に昇進する。ミサイルおよび宇宙設計の誘導システム（英語）を担当する立場で、潜水艦搭載の巡航ミサイル、軍事と実験用宇宙船から月面探査機、プロトン用宇宙ブースターを手がけた。
父親のニキータは1964年に失脚した後も党中央委員を務め、フルシチョフも技術者の職を続けながら野に下った父親の回顧録を執筆しようとする。アンドレイ・キリレンコに中止を依頼されても応じなかったため当局からさまざまな嫌がらせを受け、ミサイルの技術開発から外されることとなる。

### 研究員

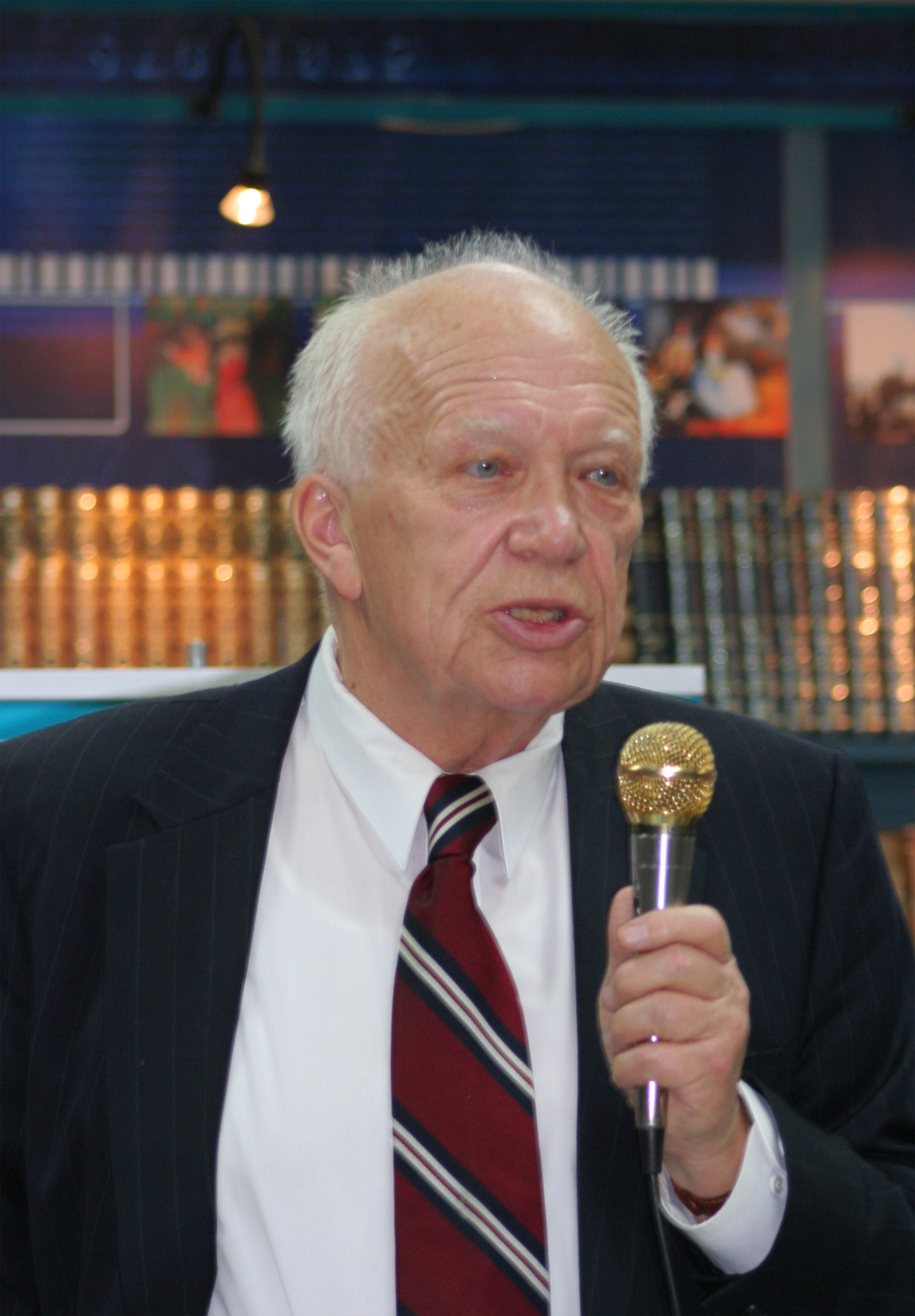
セルゲイ・フルシチョフ

1991年にソビエト連邦が崩壊すると、それを機にアメリカに移住し、ハーバード大学客員研究員を経て1996年からブラウン大学ワトソン国際関係研究所上級研究員。1999年に妻とともにアメリカに帰化しロシア系アメリカ人となった。海軍大学校は教授職を常勤したのちに非常勤に転じた。
しばしばアメリカの聴衆を相手に冷戦の「対戦相手」の思い出を語り、『en:Scientific American』誌にはアポロ11号の月面着陸に際しては、KGB職員と一緒にウクライナから望遠鏡を通してで観測を試みたという記事が載った。
フルシチョフは冷戦博物館の顧問を務めた。ブラウン大学ワトソン研究所（英: Watson Institute for International and Public Affairs）国際関係研究所上級フェローに招かれる。

## 著書
主な著作を以下に挙げる。

### 単著
- Khrushchev on Khrushchev: An Inside Account of the Man and his Era　William Taubman(ウィリアム・トーブマン)編著（ボストン：リトル・ブラウン（英語版）、1990）。（英語）[5][6][7]。ロシア語の英訳。国立国会図書館書誌ID:000003195243、ISBN 0316491942。

福島正光 訳『父フルシチョフ解任と死』（草思社（上・下）、1991年）
- Rozhdenie sverkhderzhavy : kniga ob ott͡se（モスクワ：Vremi͡a〈Vek i lichnost'シリーズ〉、2000）。（ロシア語）。

国立国会図書館書誌ID:000003693127、ISBN 5941170017。
- Nikita Khrushchev: and the Creation of a Superpower　Shirley Benson 訳（ペンシルベニア州立大学出版局、2000）。（英語）
- Sergei Khrushchev「『History：あの時、ミサイルは日本船へと真っすぐ飛んだ』--フルシチョフの息子の〈衝撃の告白〉」劉 敏鎬 『Sapio』（サピオ）第11巻第22号（通号241）小学館、1999年12月、77–79頁。（コマ番号0039.jp2–）
  - オンライン版（doi:10.11501/3375093）、国立国会図書館限定。
  - 冊子版、国立国会図書館書誌ID:4930118。

### 編著
- Memoirs of Nikita Khrushchev　全3巻。George Shriver、Stephen Shenfield 訳（ペンシルベニア州立大学出版局、2004-2007）。（英語）。ISBN 9785969105317（セット）。
  - 第1巻：Commissar: 1918-1945
  - 第2巻：Reformer: 1945-1964 Nikita Khrushchev : reformator (Trilogii͡a ob ott͡se) OCLC 690340188
  - 第3巻：Statesman: 1953-1964 Nikita Khrushchev : rozhdenie sverkhderzhavy (Trilogii͡a ob ott͡se) OCLC 637078714　超大国の誕生

### 共編著
- Nikita Khrushchev　共編者 William Taubman、Abbot Gleason。David Gehrenbeck、Eileen Kane、Alla Bashenko 訳（イェール大学出版局、2000）。（英語）。国立国会図書館書誌ID:000003080581、ISBN 0300076355。

## 関連資料
- 金 恒坤「The Sons of Sergei--Khrushchev and Gorbachev as Reformers/Donald R.Kelley and Shannon G.Davis(eds.)(1992) 」東京大学大学院法学政治学研究科 編『国家学会雑誌』第106巻第11・12号、1993年12月、1030–1034頁。国立国会図書館書誌ID:3550169、ISSN 0023-2793。

掲載誌別題『The journal of the Association of Political and Social Sciences』